# Reprezentacja Singapuru w rugby 7 kobiet
Reprezentacja Singapuru w rugby 7 kobiet – zespół rugby 7, biorący udział w imieniu Singapuru w meczach i sportowych imprezach międzynarodowych, powoływany przez selekcjonera, w którym mogą występować wyłącznie zawodniczki posiadające obywatelstwo tego kraju, mieszkające w nim, bądź kwalifikujące się ze względu na pochodzenie rodziców lub dziadków. Za jego funkcjonowanie odpowiedzialny jest Singapore Rugby Union, członek Asia Rugby i World Rugby.

## Turnieje

### Udział wigrzyskach azjatyckich
| Rok  | Wynik | Źródło |
| ---- | ----- | ------ |
| 2010 | 6.    |        |
| 2014 | 6.    |        |
| 2018 | 6.    |        |

### Udział wigrzyskach Azji Południowo-Wschodniej
| Rok  | Wynik | Źródło |
| ---- | ----- | ------ |
| 2007 | 2.    |        |
| 2015 | 2.    |        |
| 2017 | 2.    |        |